# Брдо (Мркоњић Град)
Брдо је насељено мјесто у општини Мркоњић Град, Република Српска, БиХ. Према попису становништва из 1991. у насељу је живјело 587 становника.

## Географија
Налази се између Мркоњић Града и Рогоља, садржи излетиште Балкана и смјештено је на надморској висини од 640 метара.

## Становништво
Према службеном попису становништва из 1991. године, село Брдо је имало 587 становника. Срби су чинили око 94% од укупног броја становника.
| Националност       | 1991.        | 1981.        | 1971.        | 1961. | 1948. |
| Срби               | 551 (93,86%) | 565 (95,60%) | 573 (99,13%) | 554   |       |
| Југословени        | 22 (3,74%)   | 23 (3,89%)   | 1 (0,17%)    |       |       |
| Муслимани          | 2 (0,34%)    | 1 (0,16%)    | 1 (0,17%)    |       |       |
| Хрвати             | 2 (0,34%)    | 1 (0,16%)    | 0            |       |       |
| Црногорци          |              | 1            |              |       |       |
| остали и непознато | 10 (1,70%)   | 1 (0,16%)    | 3 (0,51%)    |       |       |
| Укупно             | 587          | 591          | 578          | 554   | 1.203 |